# Inti-Illimani
 (décembre 2019).
Si vous disposez d'ouvrages ou d'articles de référence ou si vous connaissez des sites web de qualité traitant du thème abordé ici, merci de compléter l'article en donnant les références utiles à sa vérifiabilité et en les liant à la section « Notes et références ».
Inti-Illimani est un groupe de musique chilien fondé en 1967. Il s'agit d'un ensemble folklorique lié au courant « cultivé » (ayant étudié la musique) de la nueva canción latino-américaine. Leur nom mélange le quechuan (« Inti », le Soleil) et l'aymara (« Illimani », une montagne bolivienne de la cordillère des Andes).

## Histoire
Inti-Illimani est un groupe formé en 1967, par trois étudiants de la Universidad Técnica del Estado. Il s'inscrit dans le mouvement appelé « Nueva canción chilena (en) » (« nouvelle chanson chilienne »), qui consiste en un renouveau de la musique folklorique chilienne, en y ajoutant des sonorités de différents pays latino-américains et avec un net engagement avec les mouvements socio-politiques de gauche. Ils sont influencés par Violeta Parra. Inti-Illimani a été fondé par Pedro Yañez, qui quitte le groupe en 1968.
Lors de sa tournée en Europe en 1973 eut lieu le coup d'État de Pinochet. Inti-Illimani, interdit de résidence au Chili, reste alors 15 ans en exil, en Italie, tout en réalisant des tournées dans le monde entier.
Le concert de 1986 à Mendoza attire beaucoup de Chiliens qui traversent à cette occasion la frontière argentine.
Le retour au Chili a lieu avec la fin de la dictature, en 1988.
Le groupe est toujours en activité, mais sous deux formations distinctes, qui se trouvent en litige pour la propriété du nom : Inti-Illimani Histórico (es) (autour de José Seves, Horacio Durán et Horacio Salinas) et Inti-Illimani Nuevo (es) (avec les frères Coulon).
Toujours très actifs, très créatifs, ils réalisent des concerts dans le monde entier. Fréquemment à Paris, ils gardent un lien très fort avec une petite salle, le théâtre Aleph à Ivry-sur-Seine et avec son directeur, Oscar Castro. Celui-ci a vécu l’assassinat de sa mère en représailles à son activité artistique lors de la dictature de Pinochet. Il en avait fait une pièce de théâtre et l'avait produite lors d'une soirée avec les musiciens d'Inti-Illimani au début des années 2010.
La formation s'articule autour des instruments traditionnels de l'arc andin : charango, quéna, sikus auxquels s'ajoutent la guitare, la flûte traversière, le tiple colombien et le cuatro argentin et ponctuellement accordéon, piano, claviers.

## Membres
La première formation :
- Max Berrú
- Jorge Coulon
- Horacio Durán
- Pedro Yañez
- Ciro Retamal
- Luis Espinoza
- Ernesto Perez de Arce

Formation Inti-Illimani Histórico :
- Jose Seves

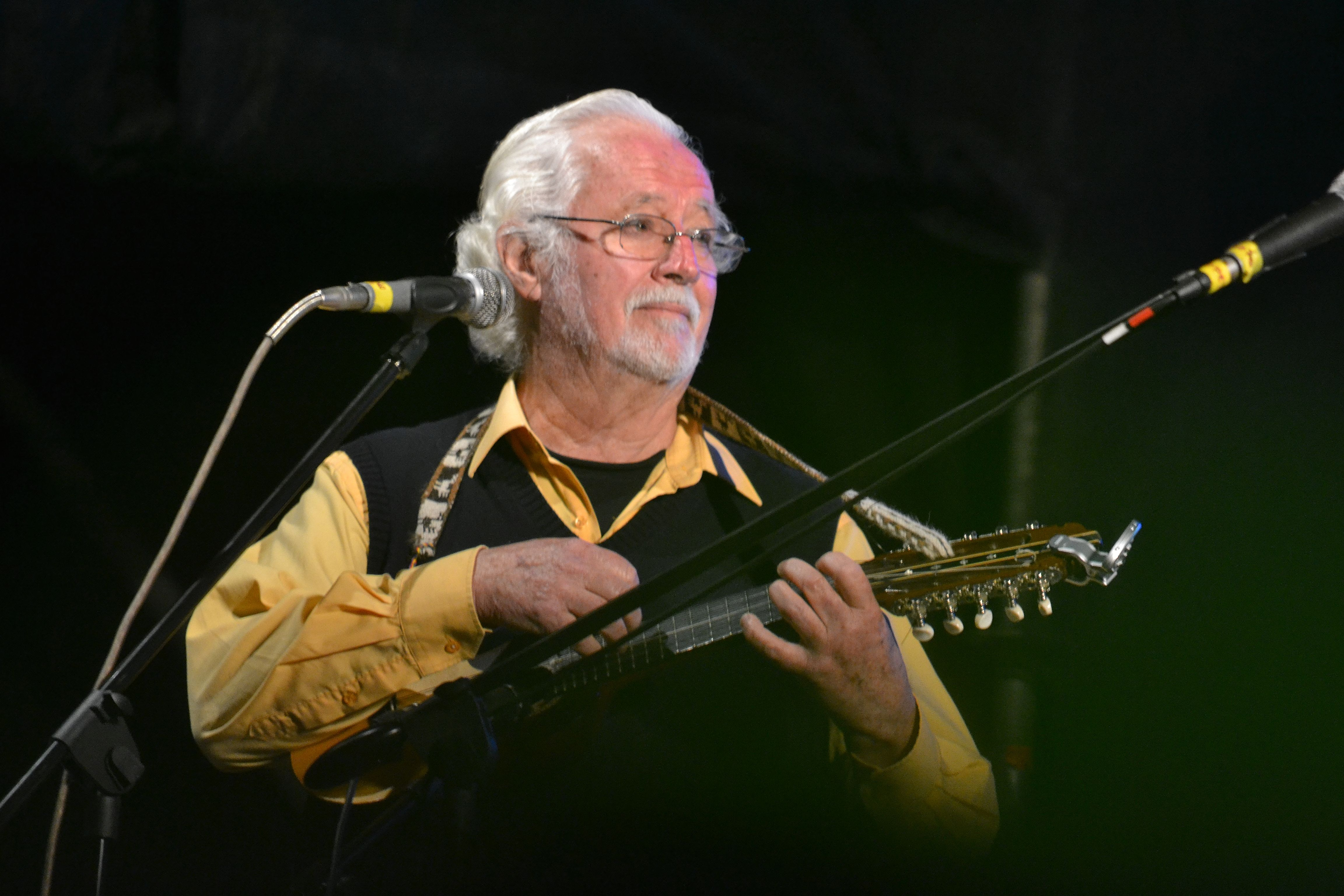
Horacio Durán, l'un des membres fondateurs d'Inti-Illimani.

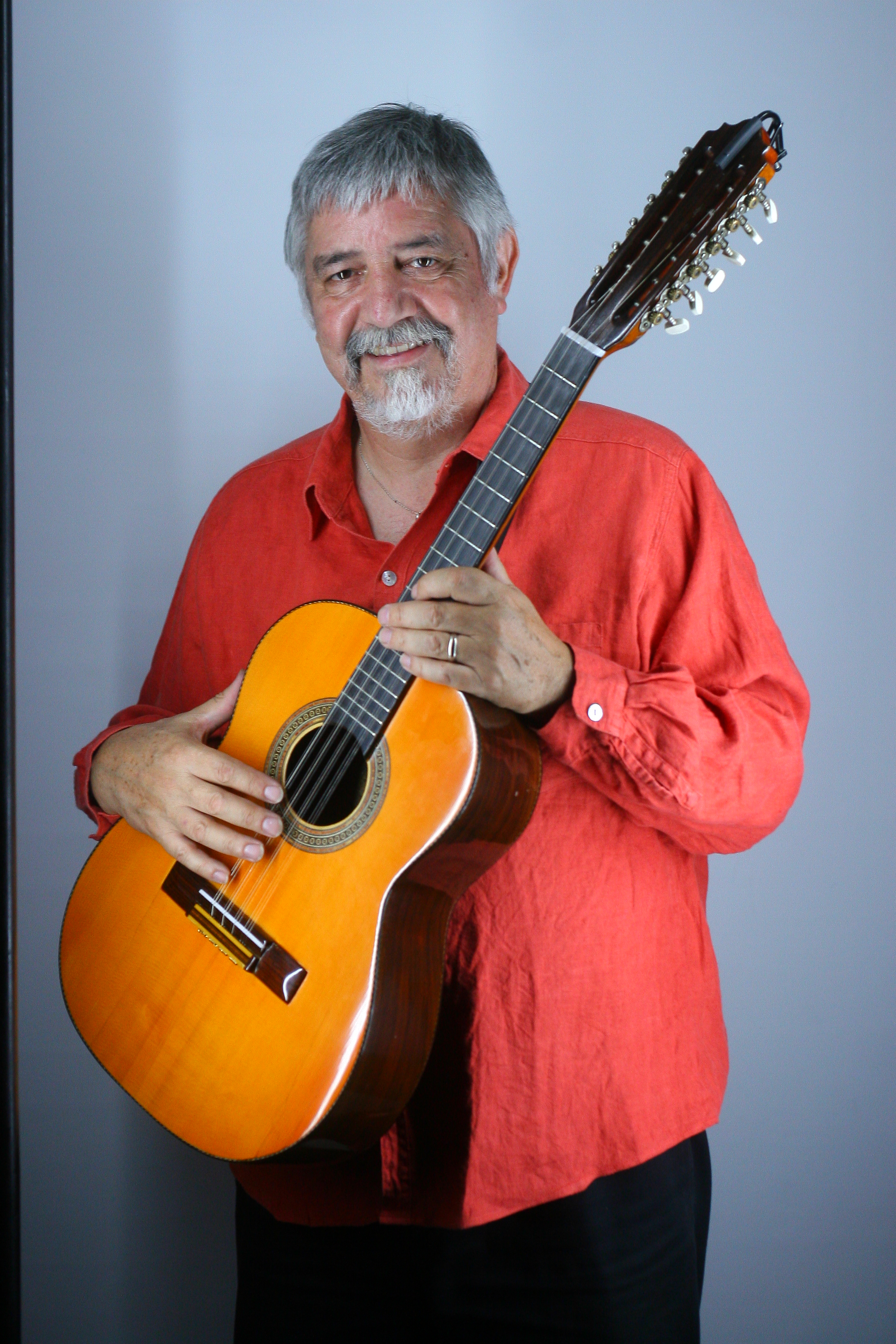
Jorge Coulon Larrañaga.

- Horacio Salinas : guitare et quéna
- Horacio Durán : charango
- Jorge Ball
- Camilo Salinas : accordéon
- Fernando Julio
- Danilo Donoso

Formation Inti-Illimani Nuevo :
- Jorge Coulon
- Christian González
- Daniel Cantillana
- Juan Flores
- Efrén Viera
- Marcelo Coulon
- Manuel Meriño
- César Jara

Autres intervenant dans l'histoire du groupe :
- Ernesto Pérez de Arce
- Homero Altamirano
- José Miguel Camus
- Renato Freyggang
- Pedro Villagra

## Discographie
Pour une discographie plus complète, voir Discographie d'Inti-Illimani (es).

### Avant séparation
Albums studio
- 1969 : Si somos americanos
- 1969 : A la Revolución Mexicana
- 1969 : Inti-Illimani
- 1970 : Inti-Illimani
- 1970 : Canto al programa
- 1971 : Autores chilenos

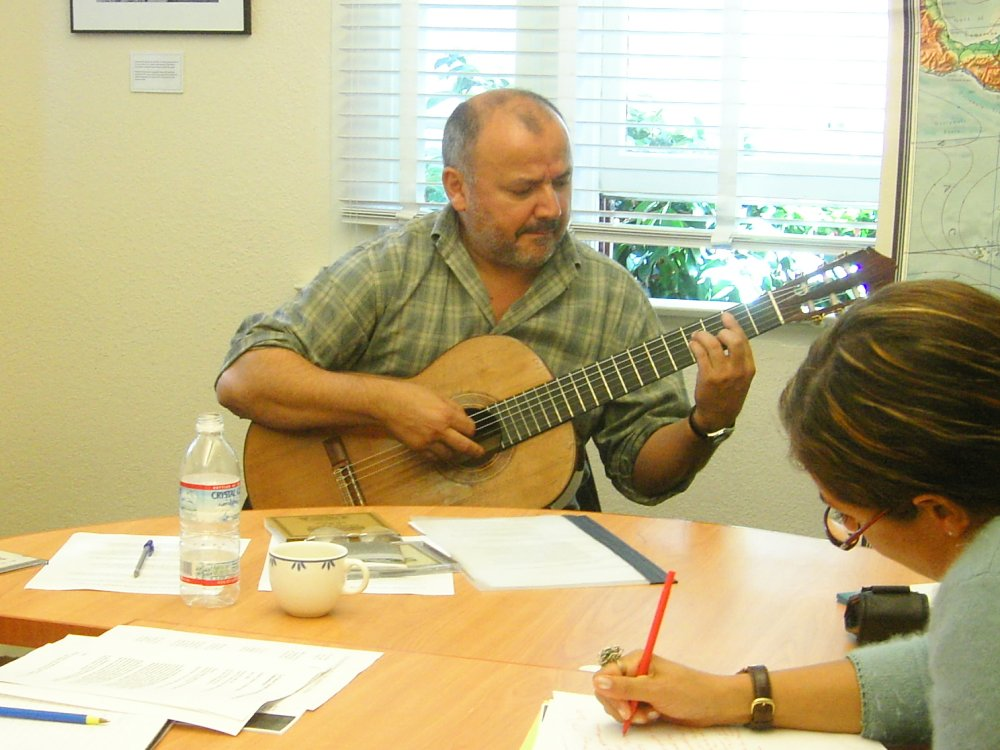
Horacio Salinas, directeur musical entre 1968 et 2001, à l'université de Californie à Berkeley.

- 1972 : Canto para una semilla (avec Isabel Parra et Carmen Bunster)
- 1973 : Canto de pueblos andinos
- 1973 : Viva Chile!
- 1974 : La Nueva Canción Chilena (Inti-Illimani 2)
- 1975 : Canto de pueblos andinos (Inti-Illimani 3)
- 1975 : Hacia la libertad (Inti-Illimani 4)
- 1976 : Canto de pueblos andinos, vol. 2 (Inti-Illimani 5)
- 1977 : Chile resistencia (Inti-Illimani 6)
- 1978 : Canto per un seme (avec Isabel Parra et Edmonda Aldini)
- 1978 : Canto para una semilla (avec Isabel Parra et Marés González)
- 1979 : Canción para matar una culebra
- 1979 : Jag Vill Tacka Livet (avec Arja Saijonmaa)
- 1981 : Palimpsesto
- 1984 : Imaginación
- 1985 : Chant pour une semence (avec Isabel Parra et Francesca Solleville)
- 1985 : La muerte no va conmigo (avec Patricio Manns)
- 1986 : De canto y baile
- 1987 : Fragmentos de un sueño (avec John Williams et Paco Peña)
- 1990 : Leyenda (avec John Williams et Paco Peña)
- 1993 : Andadas
- 1996 : Arriesgaré la piel
- 1998 : Lejanía
- 1998 : Amar de nuevo
- 1999 : La rosa de los vientos
- 1999 : Inti-Illimani sinfónico
- 1999 : Inti-Illimani interpreta a Víctor Jara

Albums live
- 1980 : En directo

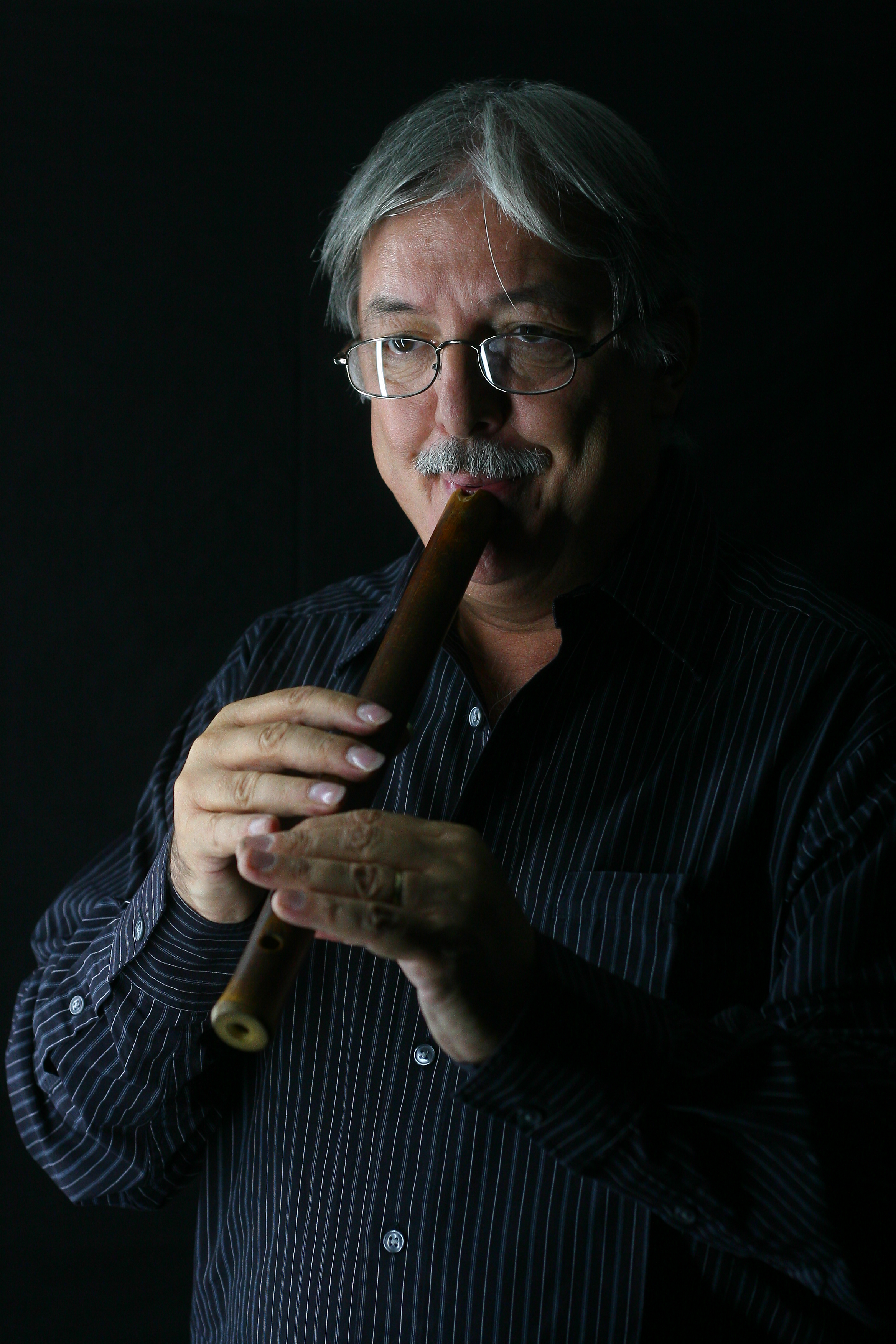
Marcelo Coulon Larrañaga

- 1984 : Sing to Me the Dream (avec Holly Near)
- 1992 : Conciertos Italia '92 (no oficial)
- 1997 : En vivo en el Monumental
- 2001 : Antología en vivo
- 2003 : Viva Italia

### Inti-Illimani Nuevo
- 2002 : Lugares comunes
- 2006 : Pequeño mundo
- 2010 : Meridiano (avec Francesca Gagnon)
- 2013 : La máquina del tiempo
- 2014 : Teoría de cuerdas
- 2017 : El Canto de Todos

### Inti-Illimani Histórico
- 2005 : Inti + Quila Música en la memoria Vol. I (avec Quilapayún)
- 2006 : Inti + Quila Música en la memoria Vol. II (avec Quilapayún)
- 2006 : Esencial
- 2010 : Travesura (avec Diego el Cigala et Eva Ayllón)
- 2014 : Inti-Illimani Histórico Canta a Manns
- 2016 : Fiesta
- 2018 : Malé